# Acast
Acast är en global plattform för produktion, publicering och annonsering av poddradio lanserad i april 2014. Företaget grundades 2013 av Karl Rosander och Måns Ulvestam. Företaget verkar över hela världen och har sitt huvudkontor i Stockholm.
Förutom grundarna har även Bonnier investerat i företaget. 2018 hade externa investerare gått in med mer än 67 miljoner dollar. 2019 investerade Europeiska investeringsbanken 25 miljoner euro i Acast. Den 17 juni 2021 noterades Acast på Nasdaq First North Premier Market till en värde om cirka 7 miljarder SEK.
Skaparna av Acast vann priset för Årets innovativa medietjänst vid Mobilgalan 2014.
2019 förvärvade Acast sin amerikanska branschkollega Pippa. 2022 förvärvades Podchaser Inc., världens största podcastdatabas.
I augusti 2022 rankades Acast som nummer 2 i Podtracs ranking över annonsförsäljningsnätverk för podcasts i USA.
I november 2022 ingick Acast ett samarbete med Amazon. Genom avtalet köpte Amazon Music allt annonsutrymme i tusentals av Acasts podcasts. Enligt poddbolaget öppnar detta upp en ny intäktskanal för bolaget samt breddar intäktsströmmen för skaparna.